# Pilactium benedictae
Pilactium benedictae är en skalbaggsart som beskrevs av Albert A. Grigarick och Schuster 1978. Pilactium benedictae ingår i släktet Pilactium och familjen kortvingar. Inga underarter finns listade i Catalogue of Life.